# Мачва

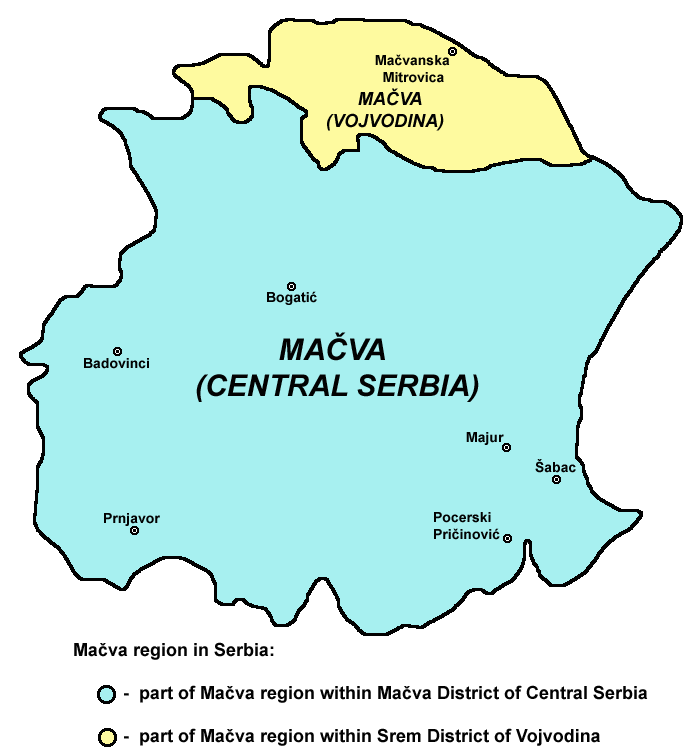

Мачва (серб. Мачва, хорв. Mačva, венг. Macsó) — историческая область в Сербии, располагающаяся между горой Цер и pеками Сава и Дрина на территории современного Мачванского округа. Историческим центром является город Богатич, крупнейшим городом — Шабац, административный центр округа.

## История
До завоевания территории Мачвы римлянами в I веке н. э. здесь обитали иллирийцы и кельты (скордиски), во времена Римской империи Мачва входила в состав провинций Паннония и Мёзия. В VI веке на территорию Мачвы проникают славянские племена.
В раннее средневековье Мачва принадлежала то Византии, то Франкскому королевству, то Болгарскому царству. При византийцах Мачва, наряду со Сремом, входила в состав фемы Cирмий. В 1180 году, после смерти императора Мануила Комнина, область захватили венгры. В 1195 году началась борьба за владение Мачвой между Венгерским королевством и Болгарским царством, завершившаяся её передачей болгарскому царю Ивану II Асеню в качестве приданого от венгерской королевны Анны в 1221 году. После смерти малолетнего болгарского царя Коломана І Асеня Мачва вновь перешла к Венгрии. Во время венгерского владычества была известна под именем Маховский банат (лат. Banatus Machoviensis, Мачванская бановина, серб. Мачванска бановина); в 1247—1262 этой землей владел зять венгерского короля Белы IV, русский галицкий князь Ростислав Михайлович. Его сын, Бела, в 1268 году вместе с войском венгерского короля разбил шедшее в поход на Венгрию сербское войско и взял в плен комендовавшего им короля Стефана Уроша I Неманича. Впоследствии после огромного выкупа Стефан Урош был выдан Сербии, а его сын Драгутин, женатый на венгерской королевне Екатерине, по условиям венгров получил бо́льшую власть и стал венгерским вассалом. В 1284 году новый венгерский король, Ласло IV, пожаловал Мачву вместе с Белградом Драгутину. После смерти Драгутина в 1319 году Мачву и Белград вновь захватили венгры во главе с королём Карлом Робертом.
После поражения в Косовской битве 1389 года Сербия перешла под турецкий контроль и сюзеренитет, однако после поражения турок-османов от войска Тамерлана при Анкаре в 1402 году князь Стефан Лазаревич, получивший у византийского императора титул деспота, стал вассалом Венгрии и присоединил в том числе и Мачву. В 1456 году в ходе масштабного османского наступления Мачву окончательно захватили османы, а в 1476 году Мачванская бановина упразднена. В 1718 году территорию Белградского пашалыка, в состав которого входила и Мачва, заняла австро-венгерская армия под командованием принца Евгения Савойского. До 1804 года Мачва была самой богатой из областей Сербии, затем до 1816 года, когда она была освобождена в ходе Второго Сербского восстания, находилась в запустении и упадке.

## География и сельское хозяйство
Ландшафт Мачвы, расположенной на Паннонской низменности, равнинно-лесостепной, только местами заросший лесом. В ней хорошо разводятся свиньи (Мачва является одним из ведущих регионов Сербии по свиноводству), крупный рогатый скот и лошади, хорошо родится пшеница. Также Мачванский округ специализируется на птицеводстве. Кроме того, для Мачвы характерно наличие большого количества болот (крупнейшим из которых является Засавица), многие из которых к настоящему времени осушены. Из-за этого существует версия, что название области является видоизменённым «мочва» (совр. серб. мочвара), то есть «болото».

## Промышленность
В Мачве ведётся добыча свинцово-цинковых руд (Любовия), существует производство минеральных удобрений (Шабац), химическо-волоконная (Лозница) и кожевенно-обувная промышленность (Владимирци).